# 克特里兴
克特里兴是德国莱茵兰-普法尔茨州的一个市镇。总面积1.31平方公里，总人口115人，其中男性58人，女性57人（2011年12月31日），人口密度88人/平方公里。